# Баста (Астраханська область)
Баста (рос. Баста) — село у Лиманському районі Астраханської області Російської Федерації.
Населення становить 21 особу. Входить до складу муніципального утворення Олинська сільрада.

## Історія
Населений пункт розташований на території українського етнічного та культурного краю Жовтий Клин. Від 1943 року належить до Лиманського району, у 1963-1965 роках — Ікрянинського району.
Згідно із законом від 6 серпня 2004 року органом місцевого самоврядування є Олинська сільрада.

## Населення
| 1914 | 2002 | 2010 | 2012 | 2013 | 2014 |
| ---- | ---- | ---- | ---- | ---- | ---- |
| 129  | ↘44  | ↘29  | ↘20  | ↗21  | →21  |